# NK Zrinski Kijevo
NK Zrinski je nogometni klub iz Kijeva.
Prvi nogometni klub u Kijevu je osnovan 1981. godine. Sadašnji klub postoji od 1999. godine i ne posjeduje vlastito igralište te stoga svoje utakmice odigrava u Kninu.